# María Dolores Alba Mullor
Pour les articles homonymes, voir Mullor.
María Dolores Alba Mullor, née le 7 mai 1964, est une femme politique espagnole membre du Parti populaire (PP).
Elle est élue députée de la circonscription d'Alicante lors des élections générales de juin 2016.

## Biographie

### Vie privée
Elle est mariée et mère de deux filles.

### Profession
Elle est titulaire d'une licence en droit et avocate.

### Carrière politique
Elle a été conseillère municipale de Alcoy jusqu'en 2007.
Le 25 juin 2016, elle est élue députée pour Alicante au Congrès des députés. Elle ne se représente pas lors des élections générales d'avril 2019.